# Acrisius muscarius
Acrisius muscarius är en insektsart som först beskrevs av Ernst Friedrich Germar 1830.  Acrisius muscarius ingår i släktet Acrisius och familjen sköldstritar. Inga underarter finns listade i Catalogue of Life.